# Adam Chełmoński
Adam Chełmoński, född 16 januari 1861 i Teresin, död 6 november 1924 i Stare, var en polsk läkare. Han beskrev dunkömhet över höger revbensbåge som tecken på inflammation i gallblåsan, särskilt som tecken på gallsten. 
Chełmoński växte upp under knappa materiella förhållanden. Han tog studentexamen i Warszawa 1880 och studerade vidare vid naturvetenskaplig-matematiska fakulteten vid Sankt Petersburgs universitet. Studierna avslutade han på medicinska fakulteten på Universitetet i Warszawa. Han tog läkarexamen 1885  cum eximia laude. Sedan lärde han sig hydroterapi i Fürstenhof i Styria hos Jan Czerwiński. 
Adam Chełmoński var bror till målaren Józef Chełmoński och gift med Maria Władysława Kudelska. 